# جورجیس وکلنکو
جورجیس وکلنکو (به انگلیسی: Jurijus Veklenko) (زاده ۶ ژوئیه ۱۹۹۰) خواننده لیتوانیایی است.
او در مسابقه آواز یوروویژن ۲۰۱۹ نماینده لیتوانی بود.